# Stenula peltata
Stenula peltata är en kräftdjursart som först beskrevs av Sidney Irving Smith 1874.  Stenula peltata ingår i släktet Stenula och familjen Stenothoidae. Inga underarter finns listade i Catalogue of Life.